# Morte dell'erba
Morte dell'erba (The Death of Grass) è un romanzo di fantascienza postapocalittica scritto da John Christopher (pseudonimo di Sam Youd) e pubblicato nel Regno Unito nel 1956.
È stato pubblicato per la prima volta in italiano nel 1958, nella collana I Romanzi del Corriere col titolo La peste verde.
Dal libro è stato tratto il film 2000: la fine dell'uomo (No Blade of Grass) del 1970 diretto da Cornel Wilde.

## Trama
Il romanzo tratta dell'imbarbarimento della società in seguito al diffondersi del virus Chung-Li, il quale distrugge  tutte le Graminaceae, tra cui i il mais, il miglio, il sorgo, la segale, l'orzo, il riso e il grano, causando così la lotta globale per l'accaparramento delle scorte alimentari. Il protagonista del romanzo combatte per raggiungere la valle del fratello che rappresenta la salvezza, dove contro l'ottimismo delle autorità mondiali e la distruzione folle delle risorse, si sono isolate e difese le piante alimentari superstiti.

## Edizioni
- John Christopher, The Death Of Grass, Michael Joseph, 1956,  p. 231.
- John Christopher, La peste verde, collana I Romanzi del Corriere n° 43, Corriere della Sera, 1958.
- John Christopher, Morte dell'erba, collana Urania n° 476, Arnoldo Mondadori Editore, 1967.
- John Christopher, Morte dell'erba, collana Oscar n° 506, Arnoldo Mondadori Editore, 1973.
- John Christopher, Morte dell'erba, collana Classici Urania n° 49, Arnoldo Mondadori Editore, 1981.
- John Christopher, Morte dell'erba, traduzione di Mario Galli, collana Urania Collezione n° 43, Arnoldo Mondadori Editore, 2006,  p. 246, ISSN 1721642-7.
- John Christopher, La morte dell'erba, traduzione di Mario Galli, collana Super Beat, BEAT, 2014,  p. 208, ISBN 978-88-655-9199-4.